# Goerees
Het Goerees is het dialect dat men spreekt op het eiland Goeree c.q. de plaatsen Goedereede en Ouddorp. Net als het Flakkees van Overflakkee behoort dit dialect tot het Zeeuws, hoewel het op Zuid-Hollands grondgebied gesproken wordt.
Het Goerees valt op doordat de aa in de werkwoorden gaan, staan en slaan niet gerealiseerd wordt als ae, zoals in de meeste Zeeuwse dialecten, maar als oa. De Flakkeeënaren bespotten de inwoners van Goeree dan ook met het zinnetje Goa je weig, of ik sloa je weig! ("Ga je weg, of ik sla je weg!") wat overigens door de Goereeënaars beantwoord wordt met Gae je weg, of bluuf je stae? ("Ga je weg of blijf je staan?").
Net zoals op Overflakkee spreekt men op Goeree de h wel uit, terwijl dit in de rest van het Zeeuwse taalgebied niet gebeurt. Een boerderij in Ouddorp wordt 't Blaeuwe Huus genoemd, terwijl ze in Zeeland Bleauwe Uus zou moeten heten (tussen Ouderkerk en Bruinisse, op Schouwen-Duiveland, staat inderdaad een huis met die naam). Ook valt op Goeree de r voor een s niet weg, zodat men op dit eiland kersen in plaats van kessen eet.
Toch is het Goerees in geen geval een overgangsdialect tussen het Hollands en de andere Zeeuwse dialecten. De woordenschat komt grotendeels overeen met de rest van Zeeland en heel oude Zeeuwse woorden zoals; aerbezems, aesem, schoere, strange, toutere en vromme (aardbeien, adem, schouder, strand, schommelen en terug) zijn er in terug te vinden.
Er zijn ook grammaticale bijzonderheden. Zoals wel meer Zeeuwse dialecten (en ook het Fries en het Stadsfries) heeft het Goerees twee infinitieven, een gewone en een voor zelfstandig gebruik en na het woordje te. De eerste infinitief gaat uit op -e, de tweede op -ene; deze laatste uitgang is vrij uniek. Vergelijk:
| Walchers                            | Zuid-Bevelands (Yerseke)          | Goerees                                | Flakkees                             | Standaardnederlands                |
| ----------------------------------- | --------------------------------- | -------------------------------------- | ------------------------------------ | ---------------------------------- |
| Dien boer kan schaepekaes maeke     | Dien boer kan schîpekîze mikk'n   | Dien boer kan schaepekaeze maeke       | Dien boer ken schaepekaes maeke      | Die boer kan schapenkaas maken     |
| D'n boer stae schaepekaes te maeken | D'n boer sti schîpekîze te mikk'n | D'n boer stoat schaepekaeze te maekene | D'n boer staet schaepekaes te maeken | De boer staat schapenkaas te maken |

Een ander bijzonderheid is dat de voltooide deelwoorden het prefix e-, niet ge-, krijgen: ehore, emaekt. Dit komt ook voor in Westkapelle, op Zuid-Buiveland en in het West-Vlaams (met name in Ieper en Poperinge).

## Gebruik
Exacte cijfers over het gebruik van het Goerees zijn niet bekend. Het dialect wordt echter nog veel gesproken, ook door de jongeren. Goeree behoort samen met Duiveland, het uiterste westen en oosten van Zuid-Beveland, de westpunt van Walcheren en West-Zeeuws-Vlaanderen tot de Zeeuws sprekende gebieden met de hoogste percentages dialectsprekers. Het percentage ligt hoger dan op Overflakkee.